# Касивара
Касивара (яп. 柏原市 Касивара-си) — город в Японии, находящийся в префектуре Осака. Площадь города составляет 25,39 км², население — 72 931 человек (1 августа 2014), плотность населения — 2872,43 чел./км².

## Географическое положение
Город расположен на острове Хонсю в префектуре Осака региона Кинки. С ним граничат города Яо, Фудзиидера, Хабикино, Касиба и посёлки Одзи, Санго.

## Население
Население города составляет 72 931 человек (1 августа 2014), а плотность — 2872,43 чел./км². Изменение численности населения с 1980 по 2005 годы:
| 1980 | 69 836 чел. |  |
| 1985 | 73 252 чел. |  |
| 1990 | 76 819 чел. |  |
| 1995 | 80 303 чел. |  |
| 2000 | 79 227 чел. |  |
| 2005 | 77 034 чел. |  |

## Символика
Деревом города считается плосковеточник, цветком — рододендрон.

## Города-побратимы
- Гроссето
- Синьсян